# Karl von Auwers
Karl Friedrich von Auwers (16 septembre 1863, Gotha – 3 mai 1939, Marbourg) est un chimiste allemand.

## Biographie
Karl Friedrich von Auwers est le fils de l'astronome de renom Arthur Auwers. Il commence ses études à l'Université de Heidelberg (1881/1882), puis part étudier la chimie à Berlin où il obtient son doctorat en 1885, sous la direction d'August Wilhelm von Hofmann. Il devient son assistant en 1886, puis rejoint de 1887 à 1889 l'équipe de Viktor Meyer à Göttingen. Il rejoint en 1889-1890 l'Université de Heidelberg où il obtient sont habilitation, devient privatdozent puis quatre plus tard devient außerordentlicher Universitätsprofessor (« professeur extraordinaire »). À partir de 1900 il rejoint l'Université de Greifswald où il devient responsable de la création d'un nouveau département de chimie qu'il dirige par la suite. En 1913, Auwers accepte un poste de professeur à l'Université de Marbourg, où il dirigera le département de chimie jusqu'à sa retraite en 1928. Il meurt à Marbourg en 1939.

## Travaux
Ses travaux se concentrèrent principalement sur la stéréochimie des composés carbonés et azotés. Il a étudié de manière approfondie l'isomérie, la spectrométrie, et l'organisation des lisions dans les composés organiques.
C'est lui qui décrit le premier en 1908 une chaine de réaction permettant de passer d'un coumarine à une flavone, connue à présent sous le nom de synthèse d'Auwers.

## Divers
Il est le père du physicien Otto von Auwers (de). Il eut sous sa direction, lorsqu'il dirigeait le département de chimie à Marbourg, deux futurs prix Nobel de chimie : Karl Ziegler (1963) et Georg Wittig (1979).